# Monte Matutum
Monte Matutum es un volcán activo, a unos 5,7 km de Acmonan, Tupi, en la provincia de  Cotabato del Sur, en el país asiático de las Filipinas.
Matutum se encuentra incluido administrativamente en la provincia de Cotabato del Sur, en la isla de Mindanao, en el sur de Filipinas, hacia las coordenadas geográficas 6 ° 22'N, 125 ° 06,5 'E.
Está a 15 km al norte de Polomolok, y a unos 30 km al norte-noroeste de la ciudad General Santos.